# Alois Gonzaga
Svatý Alois Gonzaga (9. března 1568 – 21. června 1591), někdy též Alois z Gonzagy, italsky Luigi Gonzaga, anglicky Aloysius Gonzaga, francouzsky Louis de Gonzague, německy Aloysius von Gonzaga, byl členem jezuitského řádu, patron mládeže, uctíván jako přímluvce proti moru a očním chorobám.

## Život
Narodil se jako první z osmi dětí roku 1568 do rodiny hraběte z Castiglione delle Stivere Ferdinanda I. (jinak Ferrante I.) z Gonzagy (1644–1686) a Marty Tany di Chieri na rodinném zámku v Castiglione delle Stivere u Mantovy. Jméno rodiny Gonzaga pochází z názvu vesnice a hradu Gonzaga, který leží na půli cesty mezi Mantovou a Reggio nell´Emilia. První zmínky pocházejí ze 12. století. Rod, jehož původ je neznámý, se etabloval mezi šlechtu a začal rozšiřovat svůj majetek. Natolik zesílil, že od roku 1328, vládl Mantově až do 18. století, kdy zemřel poslední vévoda.

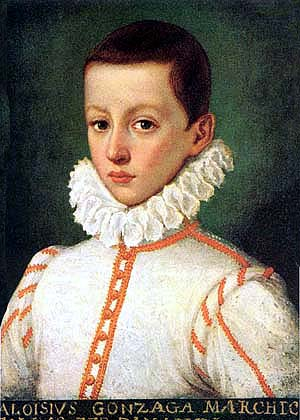
Alois Gonzaga jako šestnáctiletý

Od začátku 16. století za Federiga II. rod zažíval politický a společenský vzestup. Federigo II. dostal roku 1530 titul vévody mantovského, přizval si výtvarné umělce, jako byli Tizian, Leonardo da Vinci, Raffael Santi či hudebníka Monteverdiho a zaměstnával je nejrůznějšími zakázkami. Dal portrétovat také svého syna.
Otec Aloise Gonzagy chtěl ze svého prvorozeného syna mít válečníka, ale matka jej vedla ke zbožnosti. Alois byl v osmi letech společně s bratrem Rudolfem poslán jako páže na výchovu k vévodskému dvoru Františka Medicejského ve Florencii a v roce 1579 do Mantovy, kde začaly Aloisovy zažívací potíže, lékař mu doporučil omezení potravy, což byl počátek jeho askeze. V roce 1579 byli bratři posláni na královský dvůr do |Madridu, kde se Alois stal pážetem španělského prince dona Diega, syna krále Filipa II. Již ve Florencii ve věku deseti let složil slib věčné čistoty. Na jeho duchovní obrat zapůsobil milánský arcibiskup sv. Karel Boromejský, který mu při návštěvě v Brescii udělil první svaté přijímání. Již jako třináctiletý se Alois zajímal o studium na univerzitě v v Alcalá de Henares, četl spisy Patra Canisia a některých jezuitských misionářů.
Po návratu z ciziny do Mantovy se Alois jako prvorozený syn vzdal svých dědických nároků a přenechal je bratru Rudolfovi. Alois si předsevzal, že bude sloužit Bohu a vstoupí do jezuitského řádu. Otec Ferdinand se mu v tom snažil zabránit, ale Alois neustoupil. Poté otec svolil a napsal do Říma generálovi řádu jezuitů, Klaudiu Acquavivovi: „Protože jsem v minulosti měl za to, že bude vhodné zdržet dovolení donu Aloisovi, mému synu, aby vstoupil do tohoto svatého řádu, z obavy před nestálostí a pro jeho mladý věk, nyní se mi zdá, že mohu ujistit, že ho náš Pán povolal, nejenom že si netroufám mu klást překážky a dále odkládat dovolení, ale naopak abych mu vyhověl s velmi klidným duchem a útěchou, posílám jej Vaší nejdůstojnější Paternitě jako otci, který mu bude užitečnější než já.“
Mohl se svobodně vydat do Říma, kde se zastavil u svého příbuzného, jeruzalémského patriarchy Scipiona Gonzagy, který proslul přátelstvím s Torquatem Tassem, rovněž se svatými . Filipem Nerim a Karlem Boromejským.
Alois v sedmnácti letech v Římě vstoupil do semináře Tovaryšstva Ježíšova při kostele Sant'Andrea al Quirinale. Duchovně vedl Aloise Gonzagu věhlasný Robert Bellarmino, který byl prohlášen za svatého roku 1930. Po dvou letech Alois u jezuitů složil věčné sliby a věnoval se teologickým studiím a péči o těžce nemocné. Na studiích byl jeho spolužákem pozdější kardinál František kníže Dietrichstein.

## Smrt a hrob

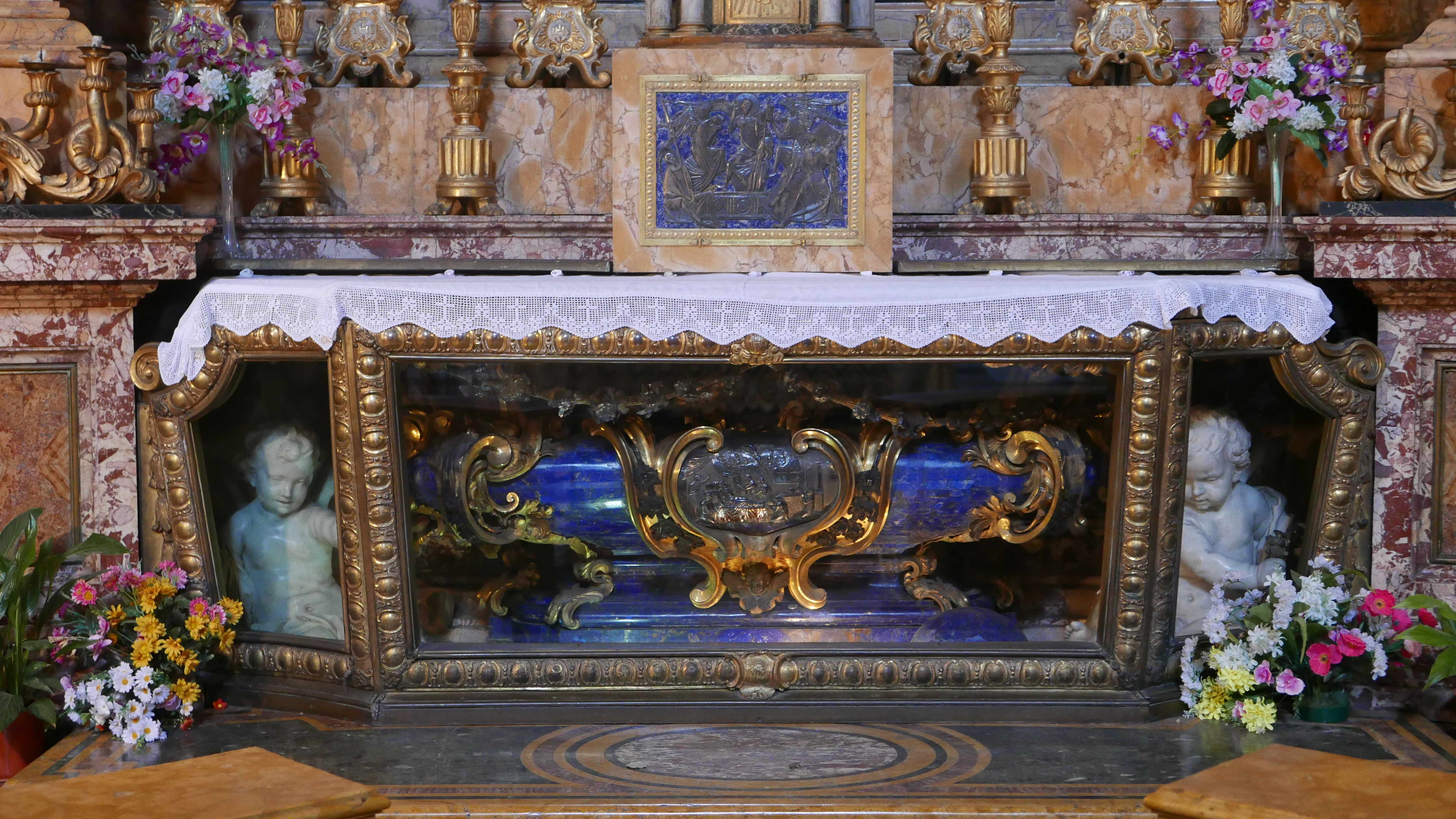
Sarkofág Aloise Gonzagy v kostele sv. Ignáce v Římě.

Roku 1590 byl Alois zázračně vyrozuměn, že nebude žít dlouho. Zakrátko v Římě vypukl mor a jezuité otevřeli špitál, kde Alois Gonzaga začal pomáhat nakaženým. Sám se při práci nakazil. V nemoci se o něj staral sv. Robert Bellarmino, který později dosvědčil jeho svatost. Posledním dopisem matce Alois vyjadřuje své rozpoložení a očekávání smrti těmito slovy: „Přiznávám se Vám, že jsem zmaten a zcela ztracen při pomyšlení na Boží dobrotu – bezbřehé a záhadné moře, která mne po tak krátkém a nenamáhavém životě volá ke klidu.“
Dne 21. června 1591 zemřel a byl pohřben ve starém jezuitském chrámu sv. Ignáce. Po přestavbě kostela mu byla v transeptu zasvěcena kaple s mramorovým oltářem a jeho sarkofág z modrého azuritu byl vsazen do prosklené predely oltáře. Aloisova lebka v prosklené relikviářoví skříňce, je vystavena na hlavním oltáři baziliky sv. Aloise z Gonzagy v rodném Castiglione delle Stiviere, kde je pohřbena také Aloisova matka.

## Svatořečení, kult
Kult Aloise Gonzagy se z Říma šířil po celé Itálii, 19. října roku 1605 jej papež Pavel V. beatifikoval, tři týdny po smrti Aloisovy matky Marty Tany. Roku 1726 byl svatořečen papežem Benediktem XIII. Sv. Alois Gonzaga se připojil k dalším světcům, kteří zemřeli záhy a stali se patrony mládeže, jezuitům sv. Stanislavu Kostkovi (1550-1568) a sv. Janu Berchmansovi (1599-1621). Roku 1729 byl jmenován patronem všech studentů. Svědectvím o úctě k sv. Aloisy Gonzagovi mezi studenty je např. píseň O vago giglio (Ty útlá lilie), která byla zpívána v českém římském semináři Bohemika. Při každé činnosti byl velmi trpělivý, jeho trpělivost byla pak dávána za vzor ostatním křesťanům.

## Zobrazování sv. Aloise Gonzagy
Nejčastěji je zobrazen jako bezvousý mladík s krásnou tváří a krátce střiženými vlasy, bez pokrývky hlavy, oblečený v černé sutaně s bílou rochetou člena jezuitského řádu. Jeho atributy jsou lebka, krucifix a lilie. Jako člen šlechtického rodu může být oděn do knížecího šatu a u nohou mít odloženou knížecí korunu. Mladistvá fyziognomie je odvozena od autentického portrétu asi šestnáctiletého Aloise, který je uložen ve vídeňském Kunsthistorisches Museum.
Scény se sv. Aloisem Gonzagou se vážou k několika životním momentům: první přijímání z rukou Karla Boromejského, zřeknutí se dědictví, odchod z domu a věčné sliby, Apoteóza (Nanebevzetí) Aloise Gonzagy. Ve skupinových scénách bývá sv. Alois vyobrazen jako ctitel Panny marie, nejčastěji ve dvojici se svatým Stanislavem Kostkou.

## Alois z Gonzagy ve významných uměleckých dílech

### Obrazy

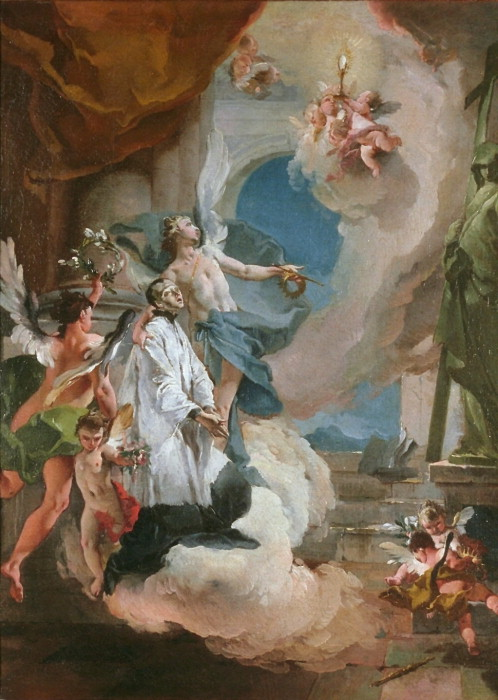
Tiepolo: Apoteóza sv. Aloise Gonzagy

- El Greco (1586), Zobrazený student má obdobné rysy jako Alois Gonzaga, ale v identifikaci se historikové umění rozcházejí.
- Obraz Poslední přijímání sv. Aloise od Francesca Trevisaniho (1656–1746) v kostele sv. Ignáce v Římě;
- Giovanni Francesco Barbieri zv. Guercino (cca 1650), Povolání svatého Aloise Gonzagy: Ležící koruna poblíž Aloisových nohou vyjadřuje jeho zřeknutí se šlechtického titulu a majetku. Ke sv. Aloisovi se snáší anděl s věncem slávy. Kolem světce jsou umístěny i další atributy: kříž na oltáři, na který ukazuje anděl, a ležící lilie.
- Giovanni Battista Tiepolo, Sv. Alois Gonzaga ve slávě, olejomalba, (1726), Courtauldův institut umění Londýn, (2 varianty)
- Francesco Goya, Povolání sv. Aloise Gonzagy, 1780, Muzeum v Zarragoze

### Sochy
- Pierre Legros, Oltářní deska s plně plastickou postavou sv. Aloise Gonzagy na oblaku, nesenou do nebe anděly tesanými v reliéfu (1698-99):bílý mramorový oltář světce v kostele sv. Ignáce v Římě vznikl před svatořečením Aloise Gonzagy.
- Karel Josef Hiernle, Stojící socha sv. Aloise z Gonzagy s krucifixem v náručí; bílý mramor, Praha (1737), nika na podestě schodiště Klementina mezi 1. a 2. patrem.